# Малберрі (Огайо)
Малберрі (англ. Mulberry) — переписна місцевість (CDP) в США, в окрузі Клермонт штату Огайо. Населення — 3459 осіб (2020).

## Географія
Малберрі розташоване за координатами 39°11′51″ пн. ш. 84°15′4″ зх. д. / 39.19750° пн. ш. 84.25111° зх. д. (39.197540, -84.250997).  За даними Бюро перепису населення США в 2010 році переписна місцевість мала площу 4,12 км², уся площа — суходіл.

## Демографія
Згідно з переписом 2010 року, у переписній місцевості мешкали 3323 особи в 1448 домогосподарствах у складі 861 родини. Густота населення становила 807 осіб/км².  Було 1642 помешкання (399/км²).
Расовий склад населення:
| - 95,0 % — білих - 2,1 % — чорних або афроамериканців - 1,0 % — азіатів - 0,2 % — корінних американців - 0,1 % — вихідців з тихоокеанських островів |

До двох чи більше рас належало 1,1 %. Частка іспаномовних становила 1,3 % від усіх жителів.
За віковим діапазоном населення розподілялося таким чином: 17,0 % — особи молодші 18 років, 58,5 % — особи у віці 18—64 років, 24,5 % — особи у віці 65 років та старші. Медіана віку мешканця становила 49,5 року. На 100 осіб жіночої статі у переписній місцевості припадало 80,6 чоловіків;  на 100 жінок у віці від 18 років та старших — 77,8 чоловіків також старших 18 років.
Середній дохід на одне домашнє господарство  становив 80 163 долари США (медіана — 64 438), а середній дохід на одну сім'ю — 100 456 доларів (медіана — 80 966). Медіана доходів становила 66 613 долари для чоловіків та 51 452 долари для жінок. За межею бідності перебувало 2,9 % осіб, у тому числі 6,1 % дітей у віці до 18 років та 3,1 % осіб у віці 65 років та старших.
Цивільне працевлаштоване населення становило 1666 осіб. Основні галузі зайнятості: роздрібна торгівля — 21,4 %, освіта, охорона здоров'я та соціальна допомога — 19,9 %, науковці, спеціалісти, менеджери — 13,8 %, фінанси, страхування та нерухомість — 12,8 %.